# Samt und Seide/Episodenliste
Diese Episodenliste führt alle Episoden der deutschen Fernsehserie Samt und Seide auf, sortiert nach ihrer Erstausstrahlung im Fernsehsender ZDF. Zwischen 2000 und 2005 entstanden fünf Staffeln mit insgesamt 114 Episoden mit einer jeweiligen Länge von etwa 50 Minuten. Die Serie lief donnerstags im Vorabendprogramm um 19:25 Uhr.

## Staffel 1
Die Erstausstrahlung der ersten Staffel war vom 13. Januar 2000 bis zum 20. Juli 2000 auf dem deutschen Fernsehsender ZDF zu sehen. Die Staffel beinhaltet 26 Episoden mit einer jeweiligen Dauer von rund 50 Minuten.
| Nr. (ges.) | Nr. (St.) | Originaltitel       | Erstausstrahlung Deutschland | Regie            | Drehbuch                     |
| ---------- | --------- | ------------------- | ---------------------------- | ---------------- | ---------------------------- |
| 1          | 1         | Luftschlösser       | 13. Jan. 2000                | Gunter Friedrich | Michael Baier                |
| 2          | 2         | Schmerzgrenze       | 20. Jan. 2000                | Gunter Friedrich | Michael Baier                |
| 3          | 3         | Hoffnungsschimmer   | 27. Jan. 2000                | Gunter Friedrich | Michael Baier                |
| 4          | 4         | Intrigenspiele      | 3. Feb. 2000                 | Gunter Friedrich | Michael Baier                |
| 5          | 5         | Konkurrenten        | 10. Feb. 2000                | Gunter Friedrich | Michael Baier                |
| 6          | 6         | Geldheirat          | 17. Feb. 2000                | Gunter Friedrich | Michael Baier                |
| 7          | 7         | Familienfehde       | 24. Feb. 2000                | Gunter Friedrich | Michael Baier                |
| 8          | 8         | Tanzstunde          | 2. März 2000                 | Gunter Friedrich | Michael Baier                |
| 9          | 9         | Kalte Dusche        | 16. März 2000                | Gunter Friedrich | Michael Baier                |
| 10         | 10        | Liebesträume        | 23. März 2000                | Gunter Friedrich | Michael Baier                |
| 11         | 11        | Liebesbriefe        | 30. März 2000                | Gunter Friedrich | Michael Baier                |
| 12         | 12        | Irrwege             | 6. Apr. 2000                 | Gunter Friedrich | Michael Baier                |
| 13         | 13        | Schicksalsschläge   | 13. Apr. 2000                | Gunter Friedrich | Michael Baier                |
| 14         | 14        | Hochzeitsträume     | 20. Apr. 2000                | Gunter Friedrich | Jürgen Werner                |
| 15         | 15        | Lebenswille         | 27. Apr. 2000                | Gunter Friedrich | Jürgen Werner                |
| 16         | 16        | Abschied            | 4. Mai 2000                  | Gunter Friedrich | Jürgen Werner                |
| 17         | 17        | Fehlentscheidungen  | 11. Mai 2000                 | Gunter Friedrich | Jürgen Werner                |
| 18         | 18        | Comeback            | 18. Mai 2000                 | Gunter Friedrich | Jürgen Werner                |
| 19         | 19        | Falsche Hoffnungen  | 25. Mai 2000                 | Gunter Friedrich | Jürgen Werner                |
| 20         | 20        | Auf immer und ewig  | 1. Juni 2000                 | Gunter Friedrich | Renate Ziemer                |
| 21         | 21        | Irrtümer            | 8. Juni 2000                 | Gunter Friedrich | Michael Baier, Jürgen Werner |
| 22         | 22        | Planspiele          | 15. Juni 2000                | Gunter Friedrich | Michael Baier, Jürgen Werner |
| 23         | 23        | Fluchtversuche      | 22. Juni 2000                | Gunter Friedrich | Michael Baier, Jürgen Werner |
| 24         | 24        | Entscheidungen      | 6. Juli 2000                 | Gunter Friedrich | Michael Baier, Jürgen Werner |
| 25         | 25        | Entscheidungsfehler | 13. Juli 2000                | Gunter Friedrich | Michael Baier, Jürgen Werner |
| 26         | 26        | Verlorener Sohn     | 20. Juli 2000                | Gunter Friedrich | Michael Baier, Jürgen Werner |

## Staffel 2
Die Erstausstrahlung der zweiten Staffel war vom 20. September 2001 bis zum 4. April 2002 auf dem deutschen Fernsehsender ZDF zu sehen. Die Staffel beinhaltet 26 Episoden mit einer jeweiligen Dauer von rund 50 Minuten.
| Nr. (ges.) | Nr. (St.) | Originaltitel        | Erstausstrahlung Deutschland | Regie            | Drehbuch                                    |
| ---------- | --------- | -------------------- | ---------------------------- | ---------------- | ------------------------------------------- |
| 27         | 1         | Mordverdacht         | 20. Sep. 2001                | Gunter Friedrich | Michael Baier, Jürgen Werner, Renate Ziemer |
| 28         | 2         | Scheideweg           | 27. Sep. 2001                | Gunter Friedrich | —                                           |
| 29         | 3         | Ultimatum            | 4. Okt. 2001                 | Gunter Friedrich | —                                           |
| 30         | 4         | Fehlstart            | 11. Okt. 2001                | Gunter Friedrich | —                                           |
| 31         | 5         | Kleine Schritte      | 18. Okt. 2001                | Gunter Friedrich | —                                           |
| 32         | 6         | Stammhalter          | 25. Okt. 2001                | Gunter Friedrich | —                                           |
| 33         | 7         | Seifenblasen         | 8. Nov. 2001                 | Gunter Friedrich | —                                           |
| 34         | 8         | Firmengründung       | 15. Nov. 2001                | Gunter Friedrich | —                                           |
| 35         | 9         | Steuerfahndung       | 29. Nov. 2001                | Gunter Friedrich | —                                           |
| 36         | 10        | Verwirrspiel         | 6. Dez. 2001                 | Gunter Friedrich | —                                           |
| 37         | 11        | Abschiedsbrief       | 13. Dez. 2001                | Gunter Friedrich | —                                           |
| 38         | 12        | Der Kronprinz        | 20. Dez. 2001                | —                | —                                           |
| 39         | 13        | Teufelsbraten        | 27. Dez. 2001                | Gunter Friedrich | —                                           |
| 40         | 14        | Beziehungskisten     | 3. Jan. 2002                 | Gunter Friedrich | —                                           |
| 41         | 15        | Träumereien          | 10. Jan. 2002                | Gunter Friedrich | —                                           |
| 42         | 16        | Leidenschaften       | 17. Jan. 2002                | Gunter Friedrich | —                                           |
| 43         | 17        | Sündenfall           | 24. Jan. 2002                | Gunter Friedrich | —                                           |
| 44         | 18        | Erfolgserlebnis      | 31. Jan. 2002                | Gunter Friedrich | —                                           |
| 45         | 19        | Foto-Finish          | 7. Feb. 2002                 | Gunter Friedrich | —                                           |
| 46         | 20        | Eiertanz             | 21. Feb. 2002                | Gunter Friedrich | —                                           |
| 47         | 21        | Premierenfieber      | 28. Feb. 2002                | Gunter Friedrich | —                                           |
| 48         | 22        | Mauerblümchen        | 7. März 2002                 | Gunter Friedrich | —                                           |
| 49         | 23        | Traumpaar            | 14. März 2002                | Gunter Friedrich | —                                           |
| 50         | 24        | Zerreißprobe         | 21. März 2002                | Gunter Friedrich | —                                           |
| 51         | 25        | Himmelfahrtskommando | 28. März 2002                | Gunter Friedrich | —                                           |
| 52         | 26        | Valse triste         | 4. Apr. 2002                 | Gunter Friedrich | —                                           |

## Staffel 3
Die Erstausstrahlung der dritten Staffel war vom 10. Oktober 2002 bis zum 4. Dezember 2003 auf dem deutschen Fernsehsender ZDF zu sehen. Die Staffel beinhaltet 24 Episoden mit einer jeweiligen Dauer von rund 50 Minuten.
| Nr. (ges.) | Nr. (St.) | Originaltitel        | Erstausstrahlung Deutschland | Regie            | Drehbuch |
| ---------- | --------- | -------------------- | ---------------------------- | ---------------- | -------- |
| 53         | 1         | Aussteiger           | 10. Okt. 2002                | Gunter Friedrich | —        |
| 54         | 2         | Unglücksrabe         | 17. Okt. 2002                | Gunter Friedrich | —        |
| 55         | 3         | Lebenszeichen        | 24. Okt. 2002                | Gunter Friedrich | —        |
| 56         | 4         | Aus der Traum        | 31. Okt. 2002                | Gunter Friedrich | —        |
| 57         | 5         | Findelkind           | 7. Nov. 2002                 | Gunter Friedrich | —        |
| 58         | 6         | Börsenfieber         | 14. Nov. 2002                | Gunter Friedrich | —        |
| 59         | 7         | Lebenslügen          | 21. Nov. 2002                | Gunter Friedrich | —        |
| 60         | 8         | Liebesleid           | 28. Nov. 2002                | Gunter Friedrich | —        |
| 61         | 9         | Seelenklempner       | 5. Dez. 2002                 | Gunter Friedrich | —        |
| 62         | 10        | Turbulenzen          | 19. Dez. 2002                | Gunter Friedrich | —        |
| 63         | 11        | Jäh und unerwartet   | 2. Jan. 2003                 | Gunter Friedrich | —        |
| 64         | 12        | Vermächtnis          | 9. Jan. 2003                 | Gunter Friedrich | —        |
| 65         | 13        | Großmutter           | 16. Jan. 2003                | Gunter Friedrich | —        |
| 66         | 14        | Rache-Engel          | 23. Jan. 2003                | Gunter Friedrich | —        |
| 67         | 15        | Selbsterkenntnis     | 25. Sep. 2003                | Gunter Friedrich | —        |
| 68         | 16        | Rückendeckung        | 2. Okt. 2003                 | Gunter Friedrich | —        |
| 69         | 17        | Paradiesvogel        | 9. Okt. 2003                 | Gunter Friedrich | —        |
| 70         | 18        | Betriebsbesichtigung | 16. Okt. 2003                | Gunter Friedrich | —        |
| 71         | 19        | Coaching             | 23. Okt. 2003                | Gunter Friedrich | —        |
| 72         | 20        | Verstrickungen       | 30. Okt. 2003                | Gunter Friedrich | —        |
| 73         | 21        | Alte Liebe           | 6. Nov. 2003                 | Gunter Friedrich | —        |
| 74         | 22        | Rendezvous           | 13. Nov. 2003                | Gunter Friedrich | —        |
| 75         | 23        | Tour de France       | 20. Nov. 2003                | Gunter Friedrich | —        |
| 76         | 24        | Amazonen             | 4. Dez. 2003                 | Gunter Friedrich | —        |

## Staffel 4
Die Erstausstrahlung der vierten Staffel war vom 11. Dezember 2003 bis zum 22. April 2004 auf dem deutschen Fernsehsender ZDF zu sehen. Die Staffel beinhaltet 18 Episoden mit einer jeweiligen Dauer von rund 50 Minuten.
| Nr. (ges.) | Nr. (St.) | Originaltitel    | Erstausstrahlung Deutschland | Regie            | Drehbuch |
| ---------- | --------- | ---------------- | ---------------------------- | ---------------- | -------- |
| 77         | 1         | Kurzschluss      | 11. Dez. 2003                | Gunter Friedrich | —        |
| 78         | 2         | Machtwechsel     | 18. Dez. 2003                | Gunter Friedrich | —        |
| 79         | 3         | Warnschuss       | 8. Jan. 2004                 | Gunter Friedrich | —        |
| 80         | 4         | Kleinkrieg       | 15. Jan. 2004                | Gunter Friedrich | —        |
| 81         | 5         | Kidnapping       | 22. Jan. 2004                | Gunter Friedrich | —        |
| 82         | 6         | Kiss and Tell    | 29. Jan. 2004                | Gunter Friedrich | —        |
| 83         | 7         | Herzensbrecher   | 5. Feb. 2004                 | Gunter Friedrich | —        |
| 84         | 8         | Liebesnacht      | 12. Feb. 2004                | Gunter Friedrich | —        |
| 85         | 9         | Blutbad          | 19. Feb. 2004                | Gunter Friedrich | —        |
| 86         | 10        | Traumhochzeit    | 26. Feb. 2004                | Gunter Friedrich | —        |
| 87         | 11        | Panikmache       | 4. März 2004                 | Gunter Friedrich | —        |
| 88         | 12        | Endstation       | 11. März 2004                | Gunter Friedrich | —        |
| 89         | 13        | Bestandsaufnahme | 18. März 2004                | Gunter Friedrich | —        |
| 90         | 14        | Sollbruchstelle  | 25. März 2004                | Gunter Friedrich | —        |
| 91         | 15        | Hahnenkämpfe     | 1. Apr. 2004                 | Gunter Friedrich | —        |
| 92         | 16        | Verzweiflungstat | 8. Apr. 2004                 | Gunter Friedrich | —        |
| 93         | 17        | Glücksfälle      | 15. Apr. 2004                | Gunter Friedrich | —        |
| 94         | 18        | Zwischenhoch     | 22. Apr. 2004                | Gunter Friedrich | —        |

## Staffel 5
Die Erstausstrahlung der fünften Staffel war vom 2. September 2004 bis zum 10. Februar 2005 auf dem deutschen Fernsehsender ZDF zu sehen. Die Staffel beinhaltet 20 Episoden mit einer jeweiligen Dauer von rund 50 Minuten.
| Nr. (ges.) | Nr. (St.) | Originaltitel        | Erstausstrahlung Deutschland | Regie          | Drehbuch |
| ---------- | --------- | -------------------- | ---------------------------- | -------------- | -------- |
| 95         | 1         | Rache ist süß        | 2. Sep. 2004                 | Sebastian Monk | —        |
| 96         | 2         | Auf ein Neues        | 9. Sep. 2004                 | Sebastian Monk | —        |
| 97         | 3         | Traumjob             | 23. Sep. 2004                | Sebastian Monk | —        |
| 98         | 4         | Schnäppchenjagd      | 30. Sep. 2004                | —              | —        |
| 99         | 5         | Schluss mit lustig   | 7. Okt. 2004                 | Sebastian Monk | —        |
| 100        | 6         | Alles oder nichts    | 14. Okt. 2004                | Sebastian Monk | —        |
| 101        | 7         | Unter Verdacht       | 28. Okt. 2004                | Sebastian Monk | —        |
| 102        | 8         | Geständnisse         | 11. Nov. 2004                | —              | —        |
| 103        | 9         | Macho, Macho         | 18. Nov. 2004                | Sebastian Monk | —        |
| 104        | 10        | Stillstand           | 2. Dez. 2004                 | Sebastian Monk | —        |
| 105        | 11        | Zeichen & Wunder     | 9. Dez. 2004                 | Sebastian Monk | —        |
| 106        | 12        | Ein Abschied         | 16. Dez. 2004                | Sebastian Monk | —        |
| 107        | 13        | Schock               | 23. Dez. 2004                | Sebastian Monk | —        |
| 108        | 14        | Die Endstation       | 30. Dez. 2004                | Sebastian Monk | —        |
| 109        | 15        | Enthüllungen         | 4. Jan. 2005                 | —              | —        |
| 110        | 16        | Kruses Krise         | 13. Jan. 2005                | Sebastian Monk | —        |
| 111        | 17        | Vergeben & Vergessen | 20. Jan. 2005                | Sebastian Monk | —        |
| 112        | 18        | Falsche Fährte       | 27. Jan. 2005                | Sebastian Monk | —        |
| 113        | 19        | Sabotage             | 3. Feb. 2005                 | Sebastian Monk | —        |
| 114        | 20        | Attentat             | 10. Feb. 2005                | Sebastian Monk | —        |